# Ceelen-Gellerstedt-Syndrom
Bei dem Ceelen-Gellerstedt-Syndrom handelt es sich um eine seltene Lungenerkrankung. Synonym: Idiopathische primäre Hämosiderose der Lunge.

## Ursache und Epidemiologie
Bei der seltenen Erkrankung ist die Entstehung unklar. Vermutet wird ein Autoimmunprozess, also eine Überreaktion des körpereigenen Immunsystems. Beschrieben wurde ein gehäuftes gleichzeitiges Vorkommen einer Kuhmilchallergie (Laktoseintoleranz, Heiner-Syndrom) sowie einer Glutenunverträglichkeit (Zöliakie,  Lane-Hamilton-Syndrom). Man kann zwischen einer chronischen Verlaufsform mit Beginn in der Kindheit und familiärer Häufung und einer seltenen akuten Verlaufsform im Erwachsenenalter unterscheiden. Betroffen sind vorwiegend Männer im Verhältnis 2:1.

## Pathologie
Die Erkrankung führt zu Schädigungen kleinster Blutgefäße der Lungen. Dadurch kommt es zu wiederkehrenden kleinsten aber auch größeren Blutungen in das Lungengewebe. Diese wiederholten Schädigungen des Lungengewebes, v. a. durch die Ablagerungen des Blutabbauproduktes Hämosiderin, führen nach und nach zu einer vermehrten Produktion von Bindegewebe und somit zu einer Lungenfibrose.

## Symptome
Die Symptome sind abhängig von der Aktivität der Erkrankung, d. h. von der Zahl der Blutungsschübe sowie vom Ausmaß der Blutungen und im späteren Stadium auch vom Ausmaß der Fibrose. Im Allgemeinen führen die Blutungen zu Hämoptysen, d. h. zum Aushusten von Blut, und zur Anämie (Blutarmut) mit all ihren Symptomen wie Dyspnoe (Atemnot), Tachykardie (Herzrasen), Schwäche und Müdigkeit. Wird das ausgehustete Blut verschluckt, kann es auch zum Erbrechen von Blut kommen (Hämatemesis). Mit der zunehmenden Entstehung einer Lungenfibrose rückt die Atemnot mehr und mehr in den Vordergrund.

## Diagnose
Die Verdachtsdiagnose wird anhand der Symptomatik gestellt. Eine weitere Abklärung erfolgt mittels bildgebender Verfahren (Röntgen und Computertomographie). Gesichert wird die Diagnose bei konkretem Verdacht anhand von Gewebeproben aus der Lunge mittels feingeweblichen Untersuchungen. Alternative Diagnosen, die bei der beschriebenen Symptomatik mit in Betracht gezogen werden müssen, sind Vaskulitiden (Entzündungen der Gefäße) und die sekundäre Hämosiderose der Lunge bei Herzklappenfehlern (Mitralvitien).

## Therapie und Prognose
Eine wirksame kausale Therapie existiert bislang nicht. Die Prognose der Erkrankung ist schlecht. Bis zu 10 % der erkrankten Kinder sterben innerhalb des ersten Jahres nach der Diagnose. Die 12-Jahres-Überlebensrate beträgt ca. 40 %.